# Bayan-Önjüül
Bayan-Önjüül (tiếng Mông Cổ: Баян-Өнжүүл) là một sum của tỉnh Töv ở Mông Cổ. Vào năm 2007, dân số của sum là 2.560 người.

## Địa lý
Sum có diện tích khoảng 4.000 km2. Trung tâm sum, Ikhkhairkhan, nằm cách tỉnh lỵ Zuunmod 160 km và thủ đô Ulaanbaatar 150 km.

### Khí hậu
Bayan-Önjüül có khí hậu bán khô hạn. Nhiệt độ trung bình hàng năm trong khu vực là 3 °C. Tháng ấm nhất là tháng 7, khi nhiệt độ trung bình là 24 °C và lạnh nhất là tháng 1, với −20 °C. Lượng mưa trung bình hàng năm là 219 mm. Tháng ẩm ướt nhất là tháng 7, với lượng mưa trung bình là 64 mm, và khô nhất là tháng 2, với 2 mm.

## Kinh tế
Sum có một trường học, bệnh viện, trung tâm thương mại và nhà văn hóa.